# 1535

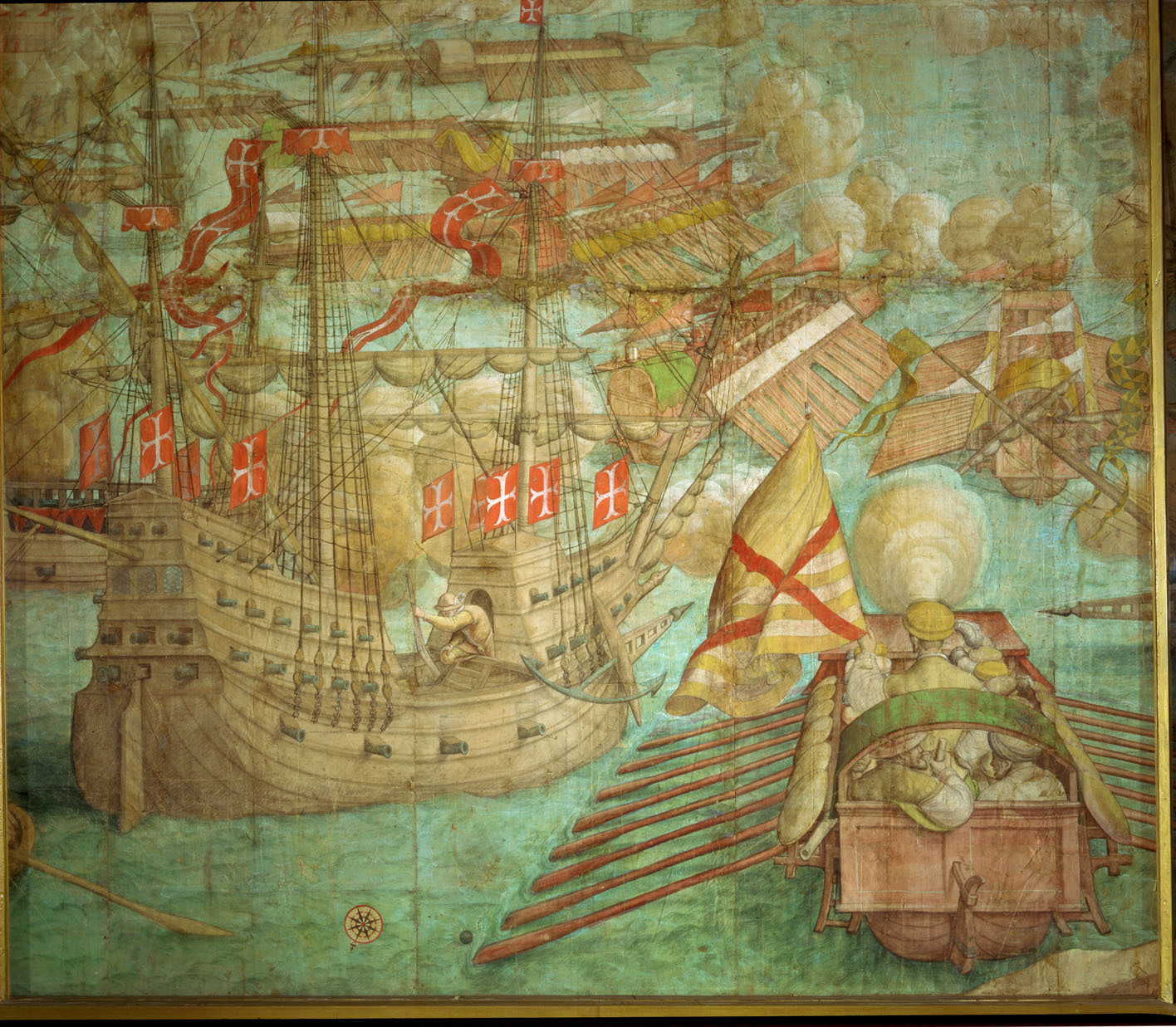
Slag om Tunis

Het jaar 1535 is het 35e jaar in de 16e eeuw volgens de christelijke jaartelling.

## Gebeurtenissen
januari
- 18 januari - Stichting van La Ciudad de Los Reyes, het huidige Lima, door Francisco Pizarro.
- januari - Een Zweeds leger dat koning Christiaan III van Denemarken steunt in de Gravenvete neemt het fort van Helsingborg in.

februari
- 11 februari - Wederdopers rennen naakt door de straten van Amsterdam.

maart
- 12 maart - Stichting van Portoviejo door Francisco Pacheco.
- 12 maart - Stichting van Olinda door Duarte Coelho Pereira.

april
- 4 april - Bij een uitval uit het belegerde Münster wordt Jan Matthijs, leider van de wederdopers, gedood. Jan Beukels van Leiden blijft achter als enige leider van de opstand.
- april - Beleg van Oldeklooster: Klooster Bloemkamp wordt bezet door 800 Wederdopers. Stadhouder Georg Schenck van Toutenburg neemt het klooster in na een beleg van 10 dagen en de wederdopers worden standrechtelijk geëxecuteerd.

mei
- 10 mei - Wederdopersoproer: Wederdopers doen een mislukte poging de stad Amsterdam in handen te nemen.

juni
- 11 juni - Slag bij Øksnebjerg: Beslissende overwinning van het leger van Christiaan III op de aanhangers van Christoffel van Oldenburg.
- 17 juni - Zeeslag bij Svendborg: De vloot van Lübeck wordt verslagen door een gezamenlijke Deense, Zweedse en Pruisische vloot. Lübeck trekt zich terug uit de Gravenvete.
- 24 juni - Na een belegering van meer dan een jaar valt de stad Münster. De doopsgezinde revolutie van Jan van Leiden (zie Anabaptistische opstand in Münster) komt ten einde.

juli
- 6 juli - Thomas More, wegens hoogverraad ter dood veroordeeld, wordt onthoofd.
- 14 juli - Slag om Tunis: Andrea Doria en Karel V veroveren Tunis op de Ottomanen onder Barbarossa.

augustus
- augustus - Het Markgraafschap Baden wordt verdeeld in Baden-Baden onder Bernhard III en Baden-Pforzheim onder Ernst
- 29 augustus of 1 september - Huwelijk van Joachim II Hector van Brandenburg en Hedwig van Polen.

september
- 4 september - Plundering van Mahon: Khair ad-Din komt de havenstad Mahon binnen, en zijn mannen plunderen de stad, moorden vele inwoners en voeren vele anderen weg als slaaf.

oktober
- 3 - Jacques Cartier bereikt op zijn tocht over de Saint Lawrence de stad Hochelaga (Montreal), maar vindt er niet het gehoopte goud en zilver. Hij overwintert nabij Stadacona (Quebec)
- 4 oktober - Stichting van Sincelejo.

zonder datum
- Inca Manco Inca Yupanqui doet een poging Cuzco te heroveren op de Spanjaarden.
- Antonio de Faria sticht de eerste Europese nederzetting in Vietnam, nabij Faifo.
- Nieuw-Spanje (Mexico) wordt een vice-koninkrijk. Antonio de Mendoza is de eerste onderkoning.
- Diego de Almagro reist vanuit Peru zuidwaarts naar Chili.
- Gonzalo Jiménez de Quesada vaart de Magdalena op.
- Nikolaus Federmann trekt het binnenland van Colombia in op zoek naar El Dorado.
- Stichting van de Orde der Ursulinen.
- Tomás de Berlanga ontdekt de Galápagoseilanden.
- Huwelijk van Frederik II van de Palts en Dorothea van Denemarken.
- Maarten Luther schaft Sinterklaas af; het Kerstkind wordt de brenger van geschenken.
- Vasco Fernandes Coutinho sticht Vila Velha.
- Bouw van de Hanepraaisluis in Gouda.

## Publicaties
- Luis de Milán: El juego de mandar

## Beeldende kunst

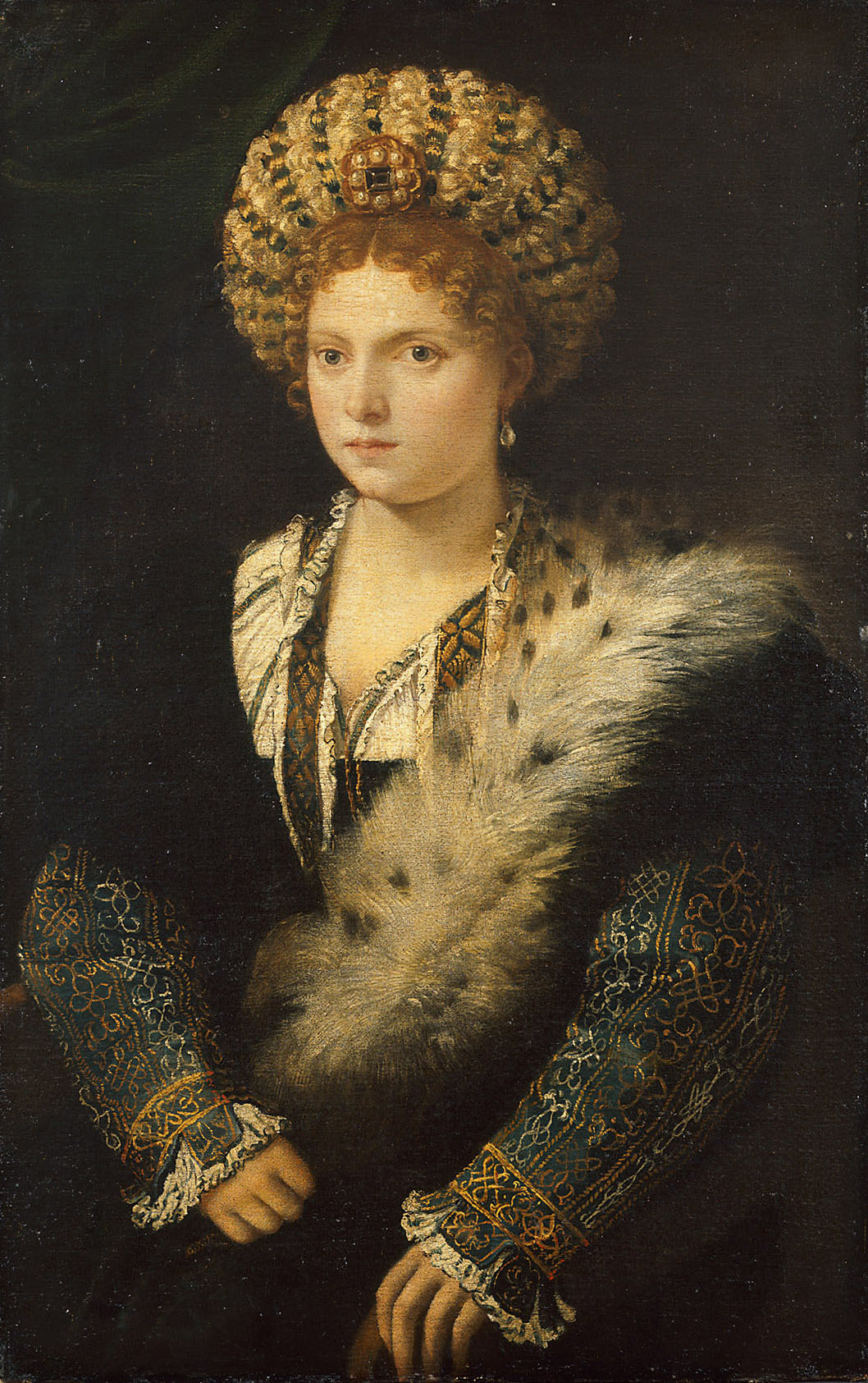
Titiaan: Portret van Isabella d'Este
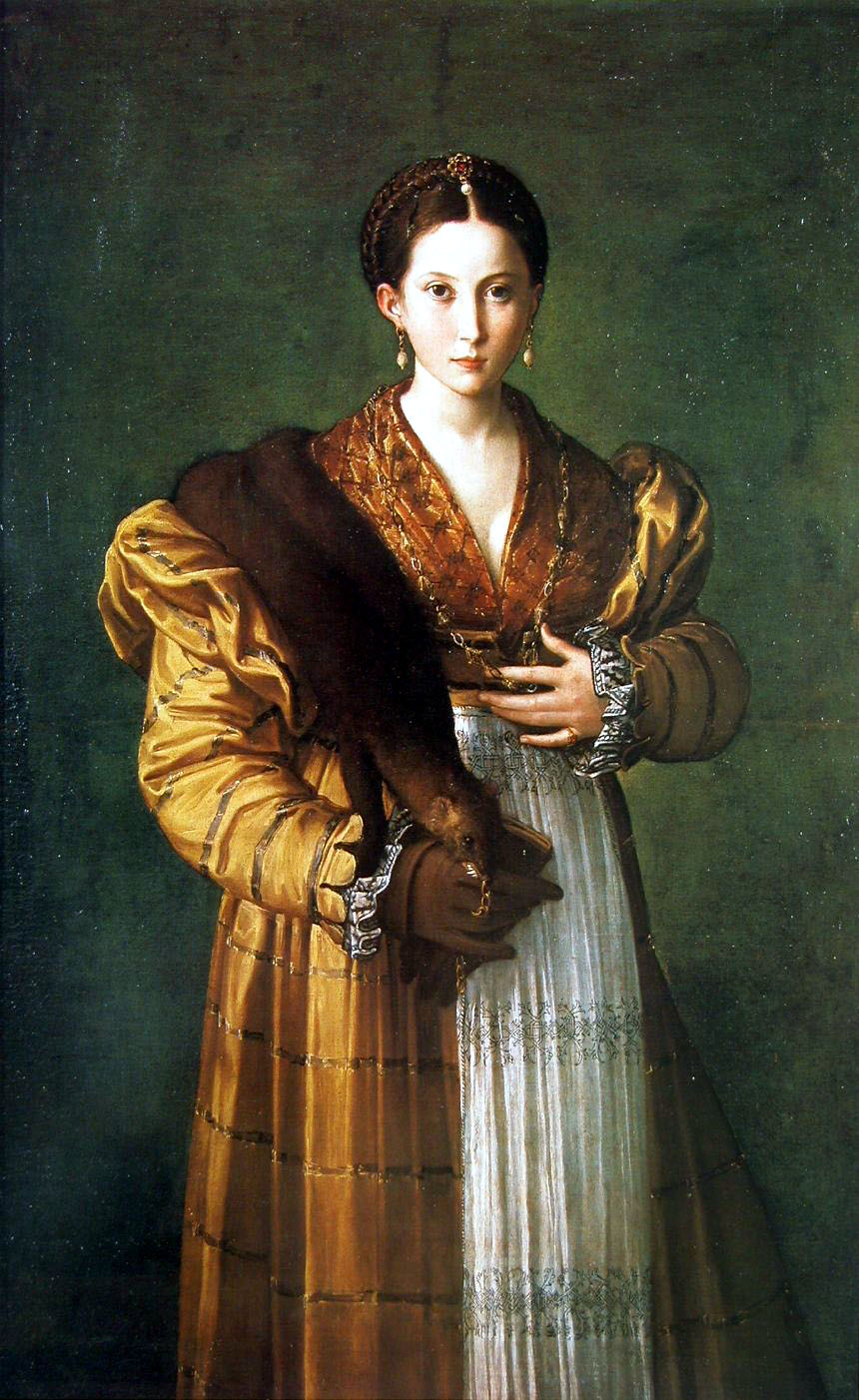
Parmigianino: Antea
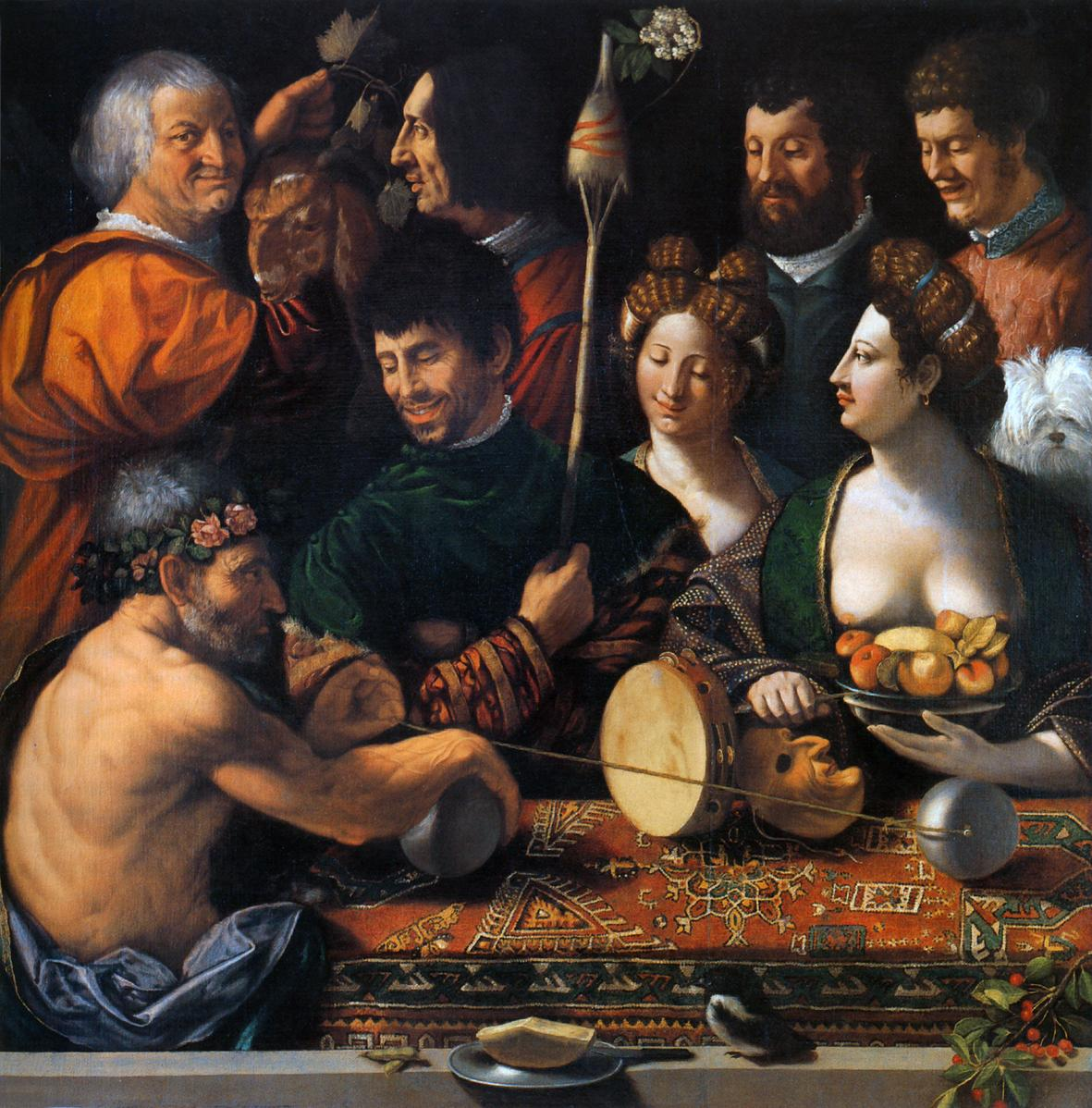
Dosso Dossi: Allegorie van Hercules
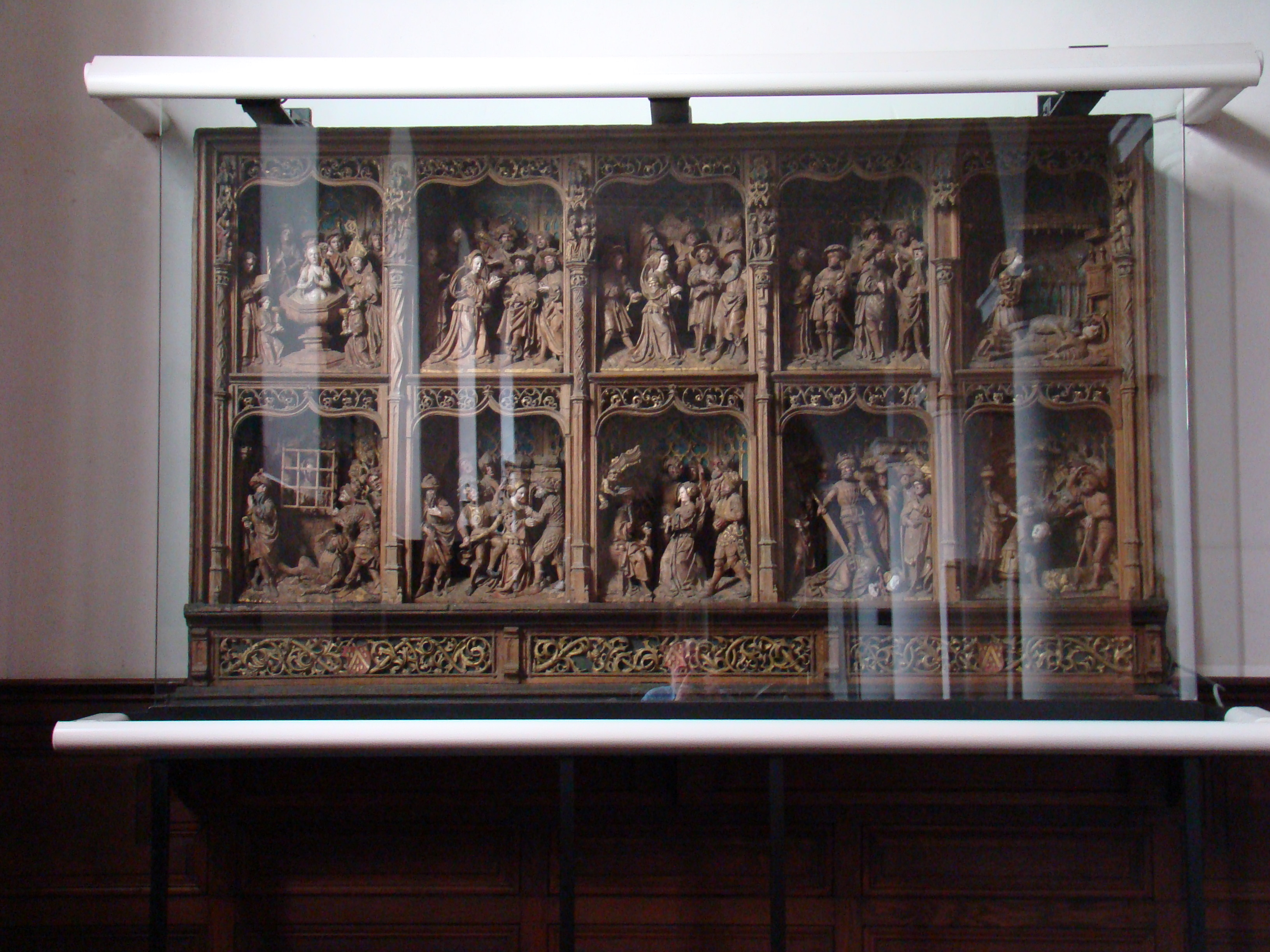
Sint-Columbaretabel

## Opvolging
- Brandenburg - Joachim I Nestor opgevolgd door zijn zoon Joachim II Hector
- Henneberg-Römhild - na de dood van Herman VIII verdeeld tussen zijn zoons Berthold XIV (Henneberg-Römhild) en Albrecht (Henneberg-Schwarza)
- Orde van Malta - Piero de Ponte opgevolgd door Didier de Tholon Saint-Jaille
- Milaan - Francesco II Sforza opgevolgd door keizer Karel V
- Sicilië (onderkoning) - Simone Ventimiglia opgevolgd door Ferrante Gonzaga

## Afbeeldingen

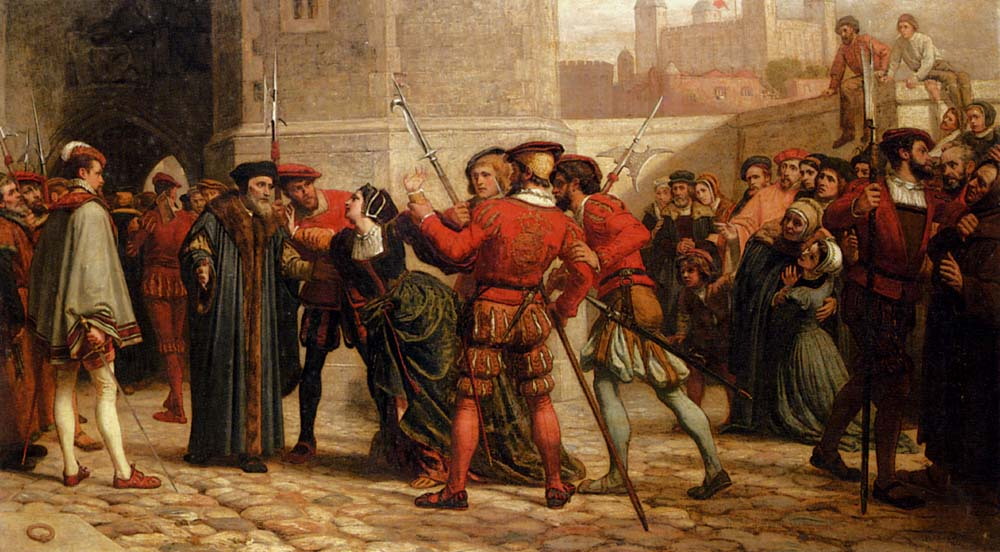
Thomas More neemt afscheid van zijn dochter
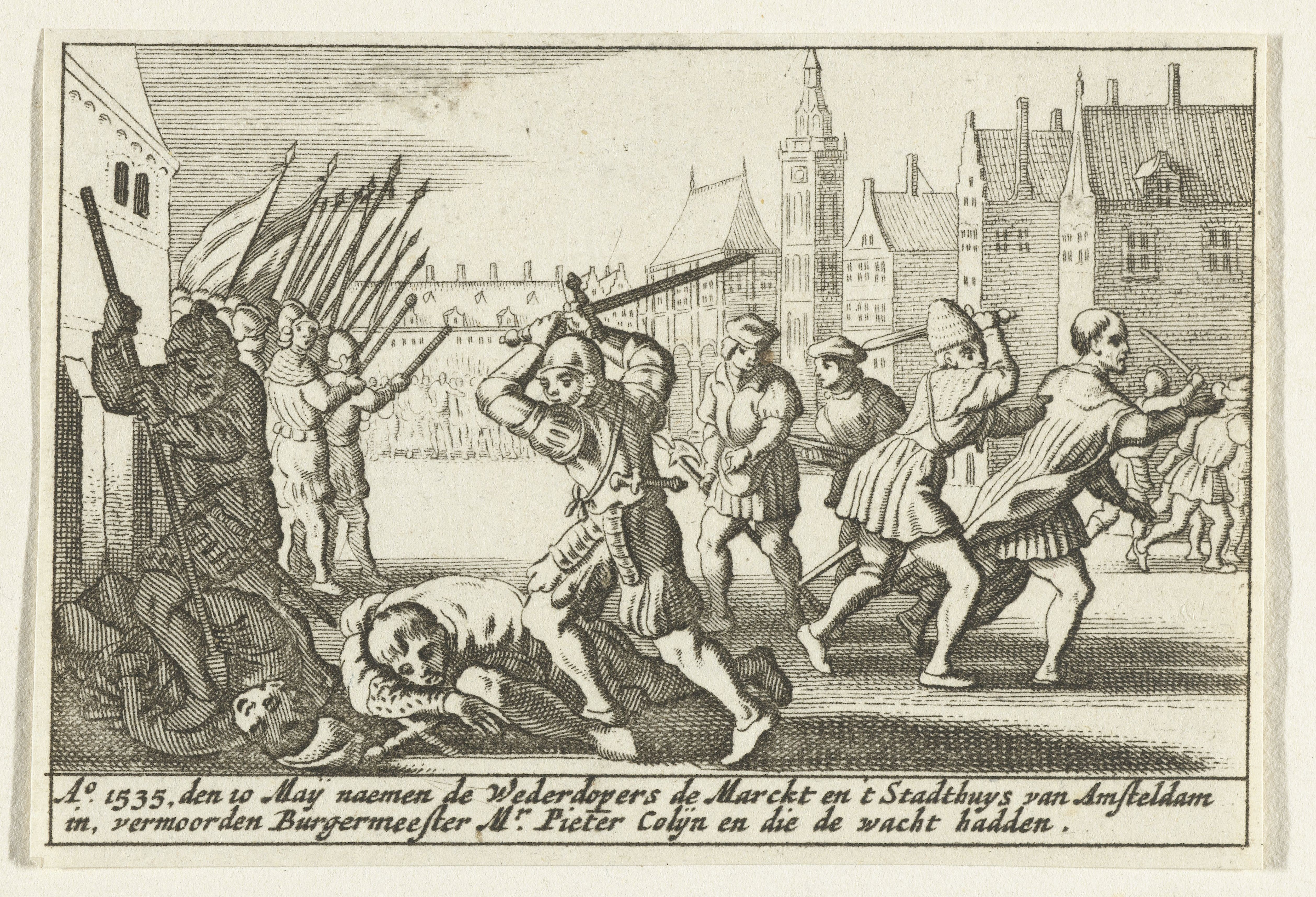
Wederdopersoproer, Amsterdam
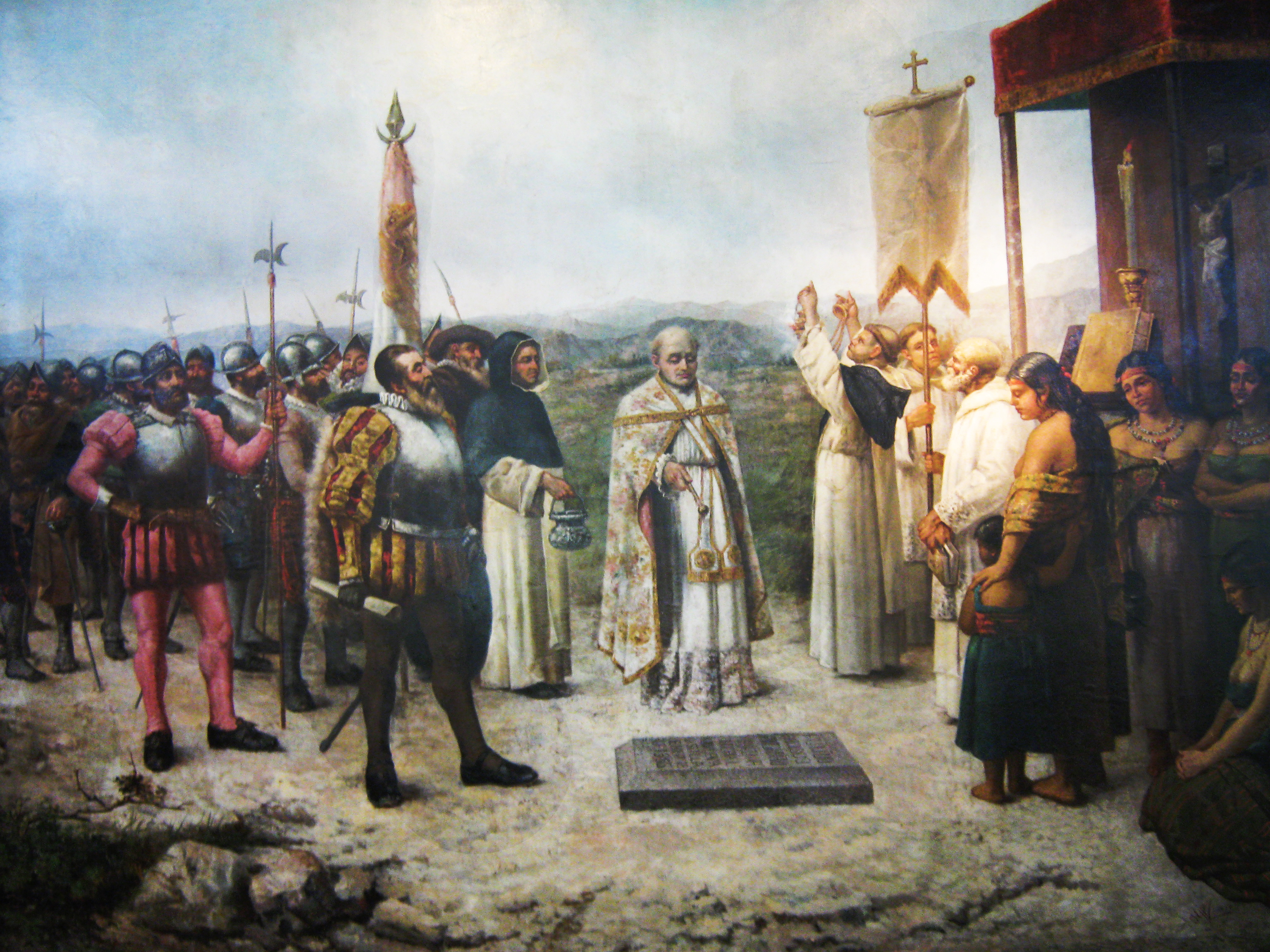
Stichting van Lima
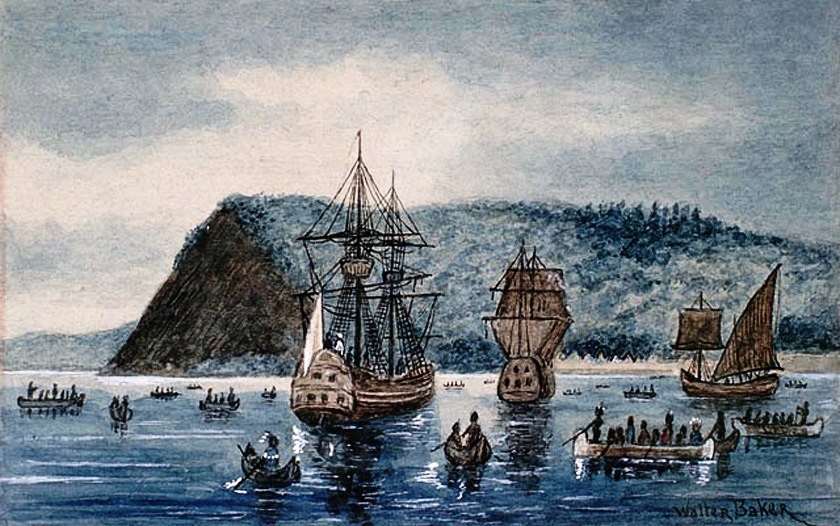
Jacques Cartier bij Stadacona
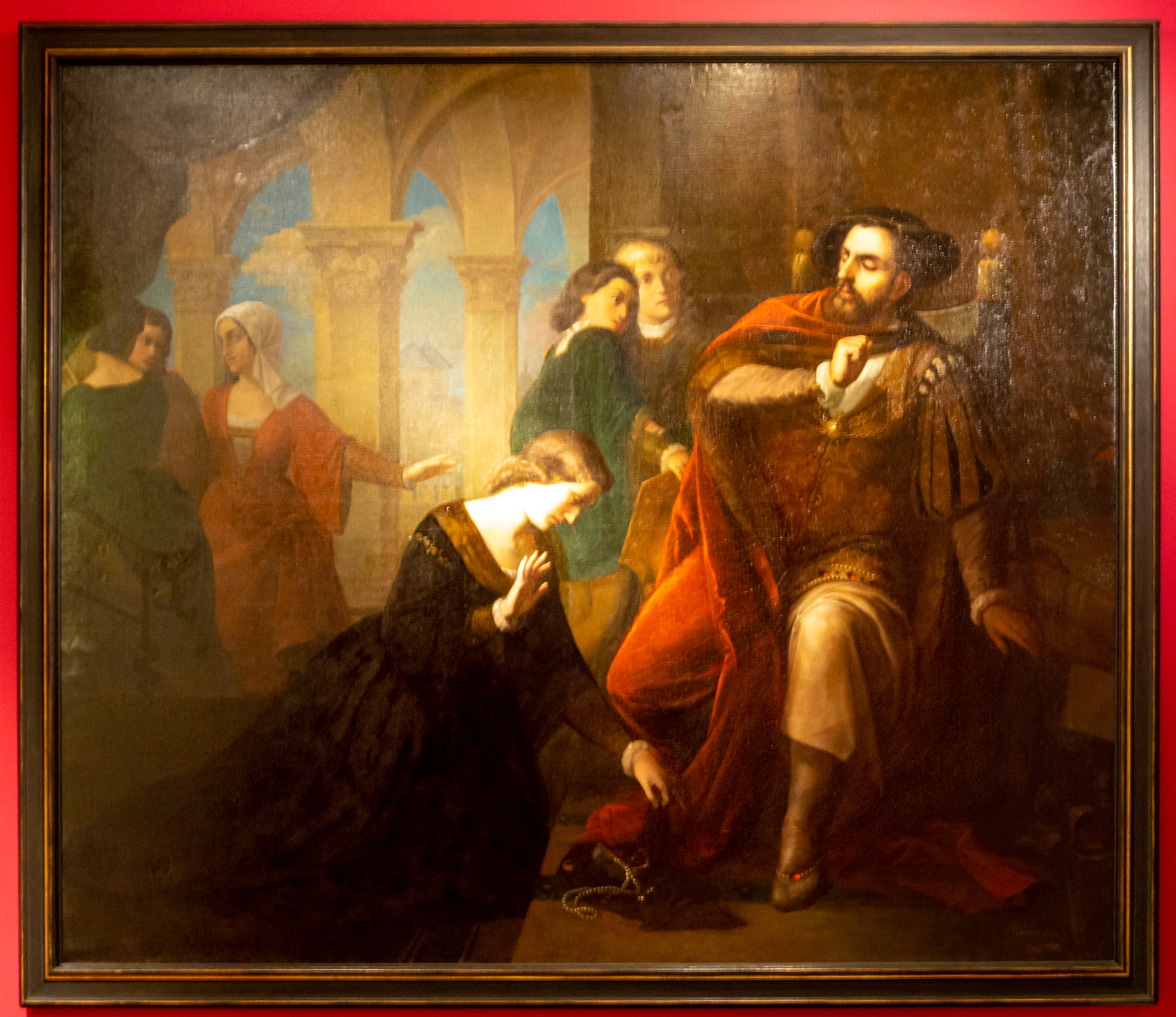
Jan van Leiden verstoot zijn echtgenote vanwege haar kritiek
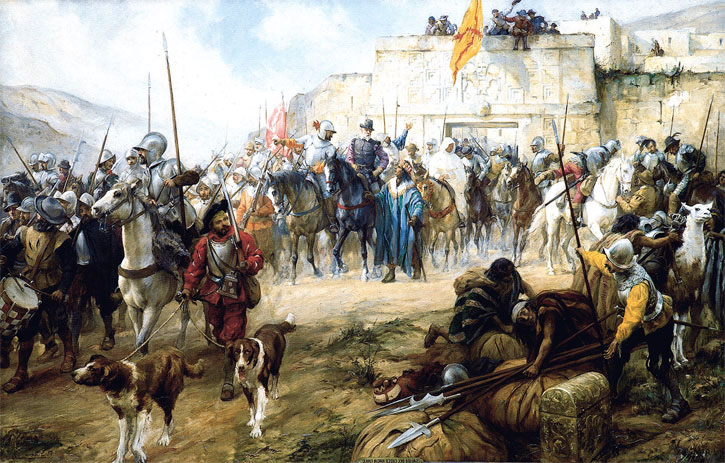
Expeditie van Diego de Almagro naar Chili
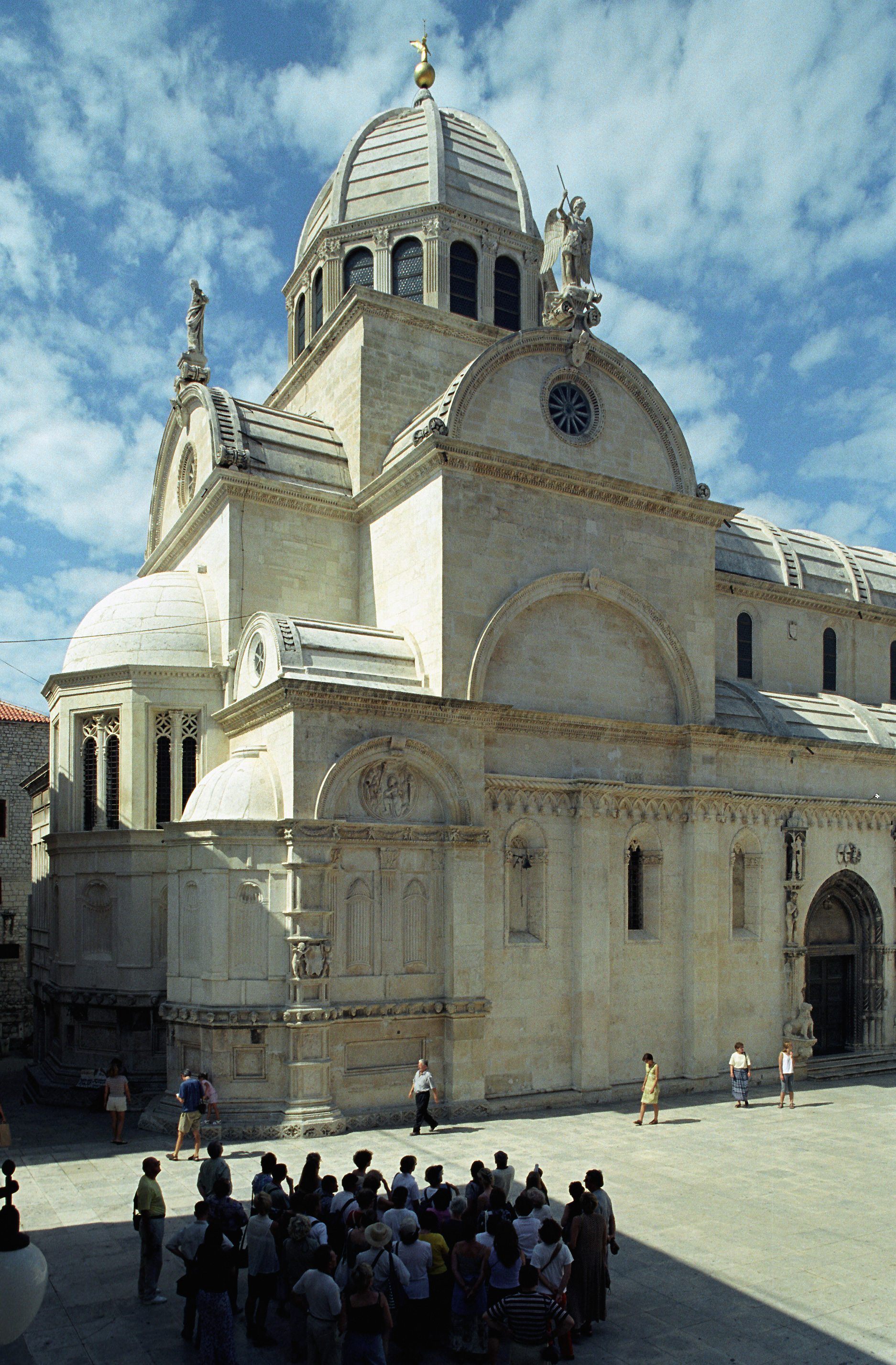
Sint-Jacobuskathedraal,  Šibenik (voltooid 1535)
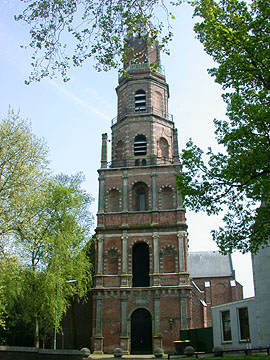
Hervormde Kerk, IJsselstein (toren gereed 1535)
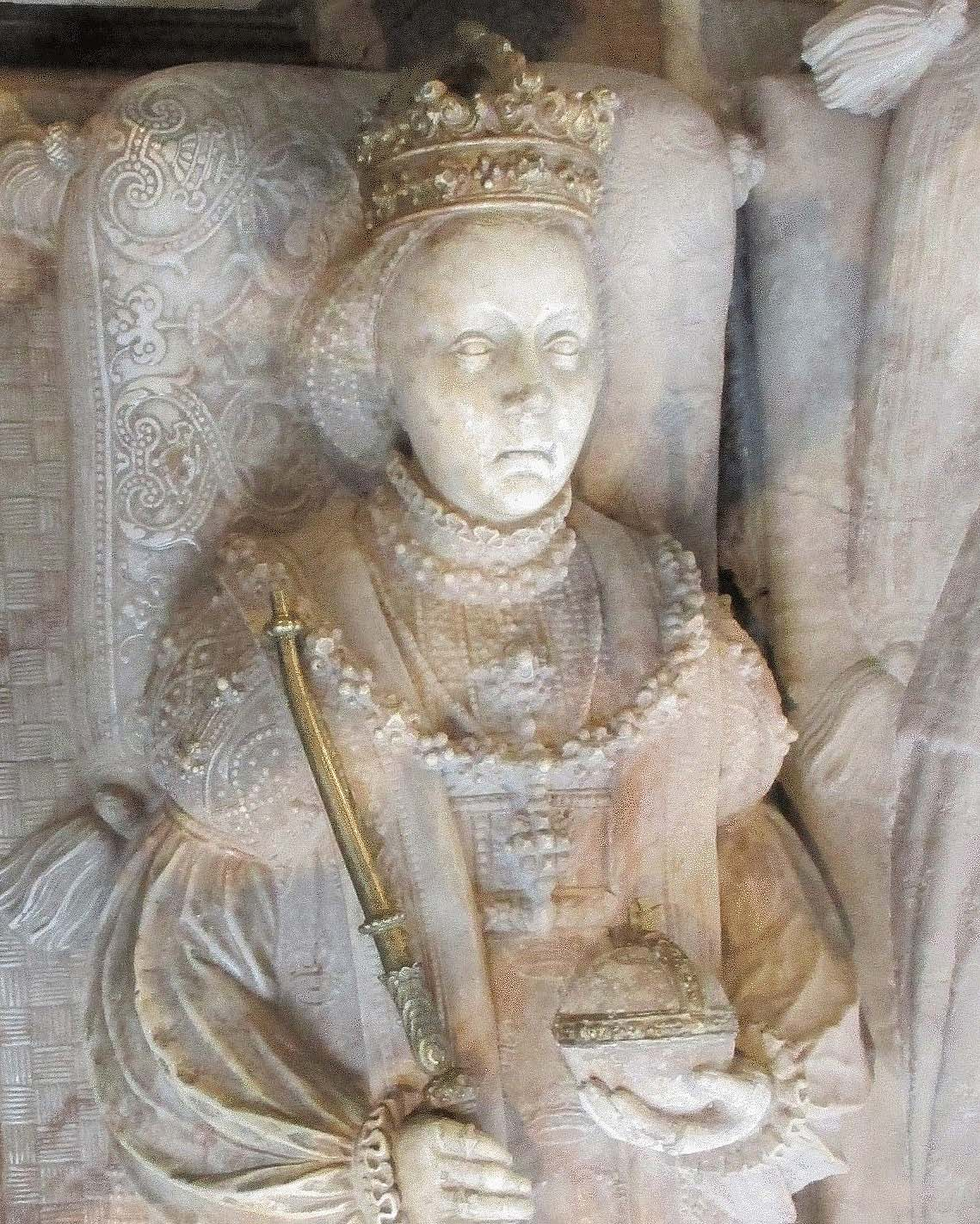
graftombe van Catharina van Saksen-Lauenburg
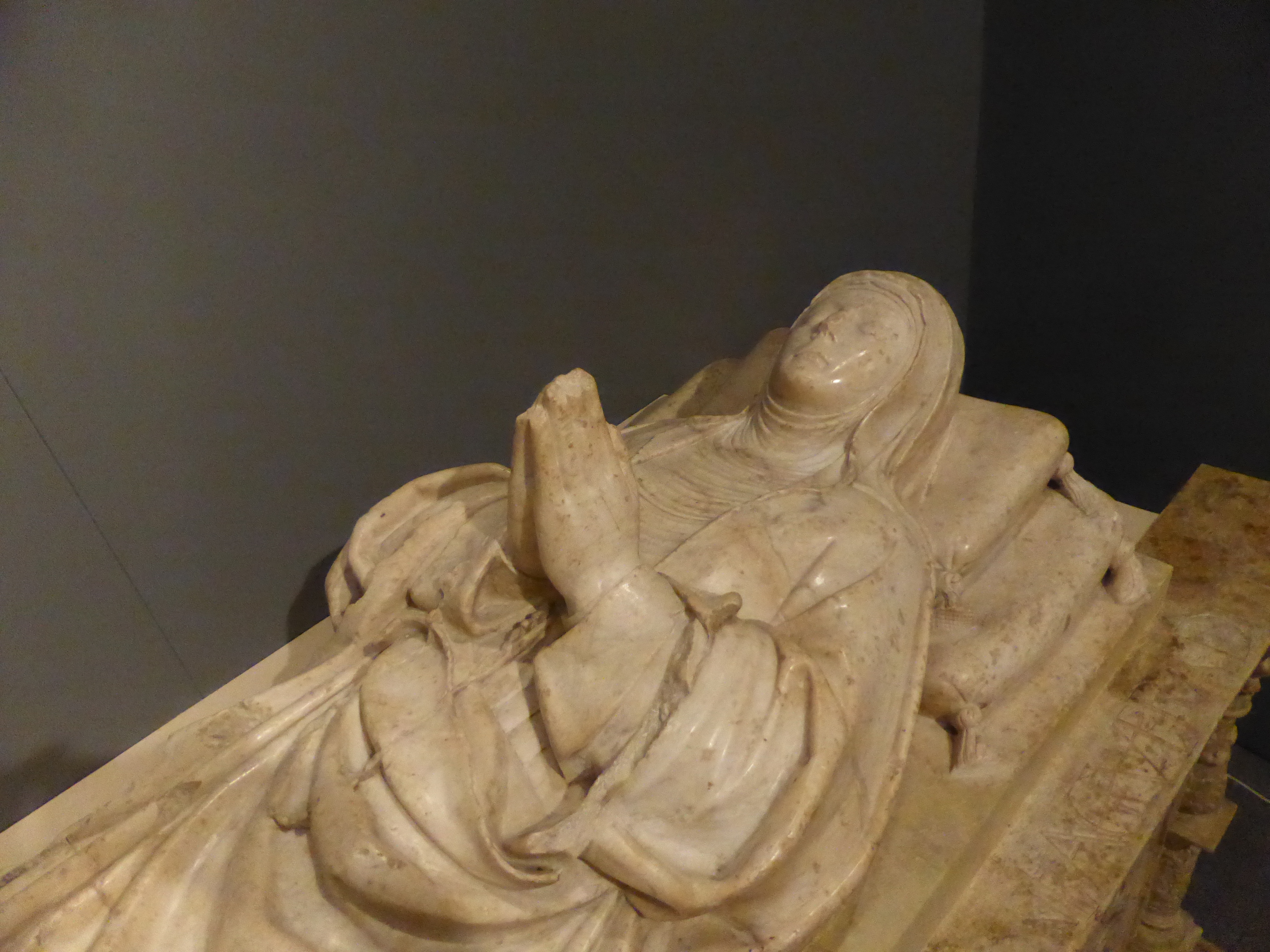
graftombe van Beatriz Galindo

## Geboren
- 11 februari - Gregorius XIV, paus (1590-1591)
- 21 maart - Lambert Ludolph Helm, Nederlands schrijver
- 3 mei - Alessandro Allori, Florentijns schilder
- 2 juni - Leo XI, paus (1605)
- 17 juni - Hippolyta Gonzaga, Italiaans edelvrouw
- 24 juni - Johanna van Habsburg, Spaans prinses
- 29 juni - Henricus Smetius, Zuid-Nederlands arts en wetenschapper (jaartal onzeker)
- 4 juli - Willem V van Brunswijk-Lüneburg, Duits edelman
- 8 juli - Emanuel van Meteren, Nederlands koopman, diplomaat en geschiedschrijver
- 21 augustus - Shimazu Yoshihiro, Japans daimyo
- 7 september - Luis de Molina, Spaans filosoof en theoloog
- 29 september - Jacques Liebart, Zuid-Nederlands jurist
- 30 oktober - Frans III van Longueville, Frans edelman
- 16 december - Lucrezia Maria d'Este, Italiaans edelvrouw
- Innocenzio Alberti, Italiaans componist
- Marcantonio Colonna, Italiaans militair en staatsman
- Petrus Divaeus, Zuid-Nederlands historicus
- Frans Hogenberg, Zuid-Nederlands cartograaf
- Pontus de Huyter, Nederlands theoloog en geschiedschrijver
- Johan IX van Merode, Zuid-Nederlands edelman
- Giambattista della Porta, Italiaans wetenschapper
- Matteüs Rucquebusch, Zuid-Nederlands geestelijke
- Charles de Téligny, Frans diplomaat
- Lucas van Valckenborch, Zuid-Nederlands kunstschilder
- Marten van Valckenborch, Zuid-Nederlands kunstschilder
- Giaches de Wert, Zuid-Nederlands componist
- Cornelis Weus, Duinkerker kaper
- Zhuhong, Chinees monasticus
- Pedro Enríquez de Acevedo, Spaans veldheer (jaartal bij benadering)
- Jan V de Baenst, Zuid-Nederlands staatsman (jaartal bij benadering)
- Agnes de Bailleul, Zuid-Nederlands edelvrouw (jaartal bij benadering)
- Balthasar de Beaujoyeulx, Italiaans componist en choreograaf (jaartal bij benadering)
- Willem de Boodt, Zuid-Nederlands politicus (jaartal bij benadering)
- Nicolaas Casembroot, Zuid-Nederlands politicus (jaartal bij benadering)
- Cipriano Campomenoso, Genuees koopman (jaartal bij benadering)
- Guilford Dudley, Engels edelman, echtgenoot van Jane Grey (jaartal bij benadering)
- Eva Elincx, maîtresse van Willem van Oranje (jaartal bij benadering)
- Martin Frobisher, Engels ontdekkingsreiziger (jaartal bij benadering)
- James Hepburn, Schots edelman (jaartal bij benadering)
- Simon Pereyns, Zuid-Nederlands kunstschilder (jaartal bij benadering)
- Jacob Reyvaert, Zuid-Nederlands jurist (jaartal bij benadering)
- Wigbolt Ripperda, Nederlands militair (jaartal bij benadering)
- Sayri Túpac, Incakeizer (jaartal bij benadering)

## Overleden
- 18 februari - Heinrich Cornelius Agrippa, Duits magiër
- februari - Johannes Kloprys, Duits anabaptistisch prediker
- februari - Wolter von Plettenberg, Pruisisch bestuurder
- 5 maart - Lorenzo Costa (~74), Italiaans kunstschilder
- 5 april - Jan Matthijs (~34), Noord-Nederlands wederdopersleider
- 16 juni - Nicolas Coppin (~58), Zuid-Nederlands theoloog en inquisiteur
- 22 juni - John Fisher, Engels kardinaal
- 6 juli - Thomas More, Engels staatsman
- 9 juli - Antoine Duprat (72), Frans kardinaal en staatsman
- 11 juli - Joachim I Nestor, keurvorst van Brandenburg
- 4 augustus - Johannes Driedo (~55), Zuid-Nederlands theoloog
- 23 september - Catharina van Saksen-Lauenburg (21), echtgenote van Gustaaf I van Zweden
- 14 oktober - Filips van Lannoy (~70), Zuid-Nederlands edelman
- 24 oktober - Francesco II Sforza (40), hertog van Milaan (1521-1535)
- 29 oktober - Piotr Tomicki (~71), Pools prelaat en staatsman
- 18 november - Piero de Ponte (73), grootmeester van de Orde van Malta
- 23 november - Beatriz Galindo (~70), Spaans hofdame en humanist
- december - Jodocus Badius (~73), Zuid-Nederlands drukker
- Adriana Back van Asten, Zuid-Nederlands edelvrouw
- Willem Biebauc, Zuid-Nederlands monnik
- George Nevill (~66), Engels hoveling
- Jan van Renesse, Nederlands edelman
- Jan Rombouts, Zuid-Nederlands kunstschilder
- Gustaaf Trolle (46), aartsbisschop van Uppsala
- Kamāl ud-Dīn Behzād, Perzisch kunstschilder (jaartal bij benadering)
- Jehan Bellegambe, Zuid-Nederlands kunstschilder (jaartal bij benadering)
- Bernhard Rottmann, Duits anabaptistisch prediker (jaartal bij benadering)